# Powiat Nakatsugaru
Powiat Nakatsugaru (jap. 中津軽郡 Nakatsugaru-gun) – powiat w Japonii, w prefekturze Aomori. W 2024 roku liczył 1185 mieszkańców.

## Miejscowości
- Nishimeya